# Sympetrum evanescens
Sympetrum evanescens – gatunek ważki z rodziny ważkowatych (Libellulidae). Występuje endemicznie w Wenezueli.